# عبد القادر الياجوري

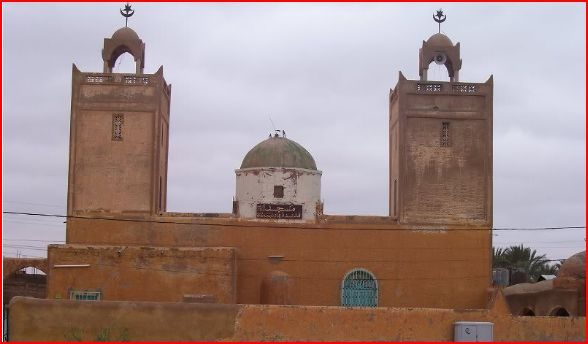
مسجد بمدينة قمار مسقط رأس الشيخ عبد القادر الياجوري

الشيخ عبد القادر اليجوري من رجالات الإصلاح والتعليم في الجزائر من مواليد قرية أقمار ب واد سوف عام 1904م، درس القرآن الكريم على يد والده الفلاح التحق بجامع الزيتونة في تونس مع الإمام مصباح حويذق وبقي حوالي تسع سنوات. تعرف في قسنطينة على الشيخ عبد الحميد بن باديس سنة 1934م
كان رئيس شعبة جمعية العلماء المسلمين بقمار لسنة 1356هـ، وكان نائبه محمد السايح بن عبد الله.
أصبح فاعلا في جمعية علماء الجزائريين. ألقي عليه القبض ثلاث عشرة مرة حتى يقال أنه قضى نصف حياته في السجون منها سجن الكدية بقسنطينة كما فرضت عليه الإقامة الجبرية في مليانة: 1940 م – 1942 م، وفي بني عباس بعد العام 1943م حيث تزوج. بعد الاستقلال شغل العديد من المناصب الحكومية بوزارة الأوقاف والتعليم الاصلي. توفي في عام واحد وتسعين وتسع مائة وألف للميلاد 1991م